# Ana Paula Rodrigues-Belo
Ana Paula Rodrigues-Belo; z d. Rodrigues; (ur. 18 października 1987 w São Luís) – brazylijska piłkarka ręczna, reprezentantka kraju, grająca na pozycji środkowej rozgrywającej. Obecnie występuje w austriackim Hypo Niederösterreich.

## Sukcesy reprezentacyjne
- Mistrzostwa świata w piłce ręcznej kobiet:
  -  2013

## Sukcesy klubowe
- Liga Mistrzyń:
  -  2016